# Catanomistis loxophracta
Catanomistis loxophracta är en fjärilsart som beskrevs av Edward Meyrick 1933. Catanomistis loxophracta ingår i släktet Catanomistis och familjen plattmalar. Inga underarter finns listade i Catalogue of Life.